# 難波ロケッツ
難波ROCKETS（ナンバロケッツ）は、大阪府大阪市浪速区にあったライブハウス、クラブ。

## 概要
1991年オープン。24時間の起動力を持ち、ライブ、クラブ、レンタル、多目的スペースと自由で融通が利くライブハウスであった。ライブハウスとしてオープンする前はリハーサルスタジオが営業していた。南海電鉄の高架下にあり、ライブ中に電車の音が聞こえることもあった。
オープンと同時期に結成されたL'Arc〜en〜Cielが1991年5月30日に初ライブをするなどホームグラウンドにしていたのを筆頭とし、現在の音楽シーンを彩るヴィジュアル系バンドなど多くのアーティストが舞台を踏み、関西ヴィジュアル系の聖地となる。また深夜はクラブとして田中フミヤを中心に石野卓球やジェフ・ミルズらもプレイしたミニマル・テクノの聖地としても知られる。
チャットモンチ—やBABYMETALの大阪初ライブは同店で行われた。
2016年2月末をもって閉店。
跡地は2023年10月28日に「HOLY MOUNTAIN」と「META VALLEY」の2つのライブハウスがオープン。

## 施設概要
ホール内の真ん中には大きな柱があるが、死角を補うため150インチの大スクリーンなど2つのスクリーンが用意されている。手作りサルサソースを使ったタコライスなどフードメニューも充実。
この規模のライブハウスには珍しくステージの裏側に楽屋があり、客席を通らずにステージへ向かうことができる。
収容人数オールスタンディング300名、座席80席。
所在地大阪市浪速区難波中2-11-1 なんばピア6025
交通
恵美須町駅（Osaka Metro堺筋線）
大阪難波駅（近鉄・阪神）
大国町駅（Osaka Metro御堂筋線・Osaka Metro四つ橋線）
難波駅（南海、Osaka Metro御堂筋線・Osaka Metro四つ橋線）

## ステージに立った著名なアーティスト
- L'Arc〜en〜Ciel
- LUNA SEA
- 黒夢
- THE YELLOW MONKEY
- Dir en grey
- Janne Da Arc
- SxOxB
- 田中フミヤ
- ViViD
- 石野卓球
- ジェフ・ミルズ
- チャットモンチ—
- 凛として時雨
- the telephones
- キュウソネコカミ
- BABYMETAL